# 大西巷一
大西 巷一（おおにし こういち、1973年12月21日 - ）は、日本の漫画家。北海道室蘭市出身、2005年より石川県金沢市在住。北海道大学文学部卒業、同大学大学院文学部西洋史学科休学。1997年、「豚王」で「講談社アフタヌーン四季賞」を受賞しデビュー。以降、三国志や歴史を題材とした漫画を主に執筆している。
甲冑を着て競技用ポールウェポンなどで戦う日本アーマードバトル・リーグを運営するキャッスル・ティンタジェルの会員であり、イメージキャラクターを手掛けている。また、2016年には『乙女戦争 ディーヴチー・ヴァールカ』が日本アーマードバトル・リーグのスポンサーとして契約を交わしている。

## 作品リスト
- 女媧 JOKER（講談社『月刊アフタヌーン』1999年11月号 - 2002年2月号 アフタヌーンKC 全4巻）
- 曹操孟徳正伝（メディアファクトリー『三国志マガジン』2005年3月号 - 2006年9月号 MFコミックス 全3巻） - 9話、10話はコミックス未収録。後に9話、10話と有志によるwebサイトで作者が投稿した読み切りを掲載した4巻が電子書籍のみの販売。
- 巴の空 (北國新聞社『月刊北國アクタス』2006年2月号 - 2007年3月号 単行本未収録) - 着彩・宮前洋介
- おてんば珠姫さま!（北國新聞社『月刊北國アクタス』2007年4月号 - 2011年3月号 全3巻） - 3巻は電子書籍版のみの販売。着彩・宮前洋介
- ダンス・マカブル〜西洋暗黒小史（Yahoo!コミックのwebマガジン『コミックヒストリア』配信 2009年11月- 2011年4月 MFコミックス 全2巻）
- 乙女戦争 ディーヴチー・ヴァールカ（双葉社『月刊アクション』2013年7月号 - 2019年6月号 アクションコミックス 全12巻）
- 乙女戦争 外伝
  1. 赤い瞳のヴィクトルカ（双葉社『月刊アクション』2020年1月号 - 5月号 アクションコミックス 全1巻）
  2. 火を継ぐ者たち（双葉社『月刊アクション』2020年8月号[5] - 2021年6月号[6] アクションコミックス 全2巻）
- 涙の乙女 大西巷一短編集（双葉社 アクションコミックス 2015年5月発売 ISBN 978-4-575-84619-5）
  1. 「男装の殺人鬼マネット・ボヌール」（『まんがグリム童話』2011年10月号）
  2. 「ブルターニュの雌獅子〜復讐のジャンヌ」（『ほんとうに怖い童話』2012年10月号） - ジャンヌ・ド・ベルヴィル（フランス語版）
  3. 「涙の乙女（アクリャ）〜或るインカ皇女の悲劇」（『まんがグリム童話』2012年3月号） - キスペ・シサ（英語版）
  4. 「豚王」（『月刊アフタヌーン』1997年7月号）
- 星天のオルド タルク帝国後宮秘史（『月刊アクション』2022年9月号[7] - 2024年4月号（休刊号）[8] 全3巻）
- シンデレラの反乱（『コミックバンチKai』2025年5月9日[9] - ）